# 혜원 (성우)
한혜원(2000년 1월 15일~)은  대한민국의 여자 성우이다. 2018년에 KBS 공채 43기 성우로 입사하였다. 한국방송 성우극회 소속이다.

## 주요 출연작품
- 와이파이 삼국지
- 릴로 & 스티치 - 나니 펠레카이

## 같이 보기
- 한국방송 성우극회